# Красносілка (Тульчинський район)
Красносі́лка — село в Україні, у Крижопільській селищній громаді Тульчинського району Вінницької області, адміністративний центр Красносільського старостинського округу. До 2020 року входило до складу Крижопільського району Вінницької області та було центром Красносільської сільської ради. За даними на 2024 рік, населення села становило 358 жителів.
Наприкінці XIX століття Красносілка (на той час присілок Жидівка) перебувала у власності родини Ярошинських та входила до Ольгопільського повіту Подільської губернії Російської імперії. В Українській РСР Красносілку було включено до Крижопільського району, який входив спочатку до Тульчинської округи (1923—1930) та згодом до Вінницької області (з 1932 року). Під час Другої світової війни Красносілка входила до румунської зони окупації з тимчасовою румунською цивільною управою — губернаторства Трансністрія (1941—1944).

## Географія
Станом на 2024 рік село займало площу 1,187 км² (118,7 га). На північ від села бере початок річка Кам'янка (притока Дністра).
За даними 1905 року, відстань від населеного пункту до повітового центру міста Ольгопіль становила 46 верст, до волосного правління в Чоботарці (нині село Заболотне) — 13 верст. Найближчі поштова, земська та залізнична станції знаходилися в Крижополі, за 5 верст.

## Назва
До 1913 року населений пункт носив назву Жидівка, також згадувався як Новий Фільварок. У 1913 році, до 300-річчя дому Романових, Жидівку було перейменовано на Романівку. Станом на 1919 рік в Армії УНР та в РСЧА використовувалася назва Жидівка. У 1922 році населений пункт було перейменовано на Красносілку.

## Адміністративна належність
У результаті адміністративно-територіальної реформи в Україні у 2020 році село Красносілка увійшло до Крижопільської селищної громади в складі Тульчинського району Вінницької області. У 2021 році Красносілка стала адміністративним центром Красносільського старостинського округу, створеного в межах Крижопільської селищної громади.

### Історичні дані
- У Російській імперії станом на 1893—1917 роки Красносілка (на той час присілок Жидівка) належала до Чоботарської волості Ольгопільського повіту Подільської губернії[5][6][14].
- 7 (20) листопада 1917 року, відповідно до Третього Універсалу Української Центральної Ради, увійшло до складу Української Народної Республіки[15].
- В Українській СРР Красносілка увійшла до Крижопільського району[6], створеного в 1923 році при встановленні нового адміністративно-територіального поділу Поділля. Крижопільський район з 1923 до 1930 року входив до Тульчинської округи[16], у червні 1930 року був приєднаний до Вінницької округи[17], у вересні переведений у пряме підпорядкування Української СРР[18] та з 1932 року включений до складу новоствореної Вінницької області[19].
- Під час румунської окупації (1941—1944) Крижопільський район (Raionul Crijopol) було включено до Жугастрівського повіту (Județul Jugastru) губернаторства Трансністрія[20], що знаходилося під тимчасовою румунською цивільною управою.
- Станом на 1946 рік та в подальший період до 2020 року Красносілка залишалася в складі Крижопільського району Вінницької області — спочатку в межах Української РСР, з 1991 року — незалежної України. У цей час Красносілка була центром Красносільської сільської ради, якій також були підпорядковані населені пункти Вигода, Залісся та Зеленянка[11][21][22].

## Історія

### У складі Російської імперії
Станом на 1890 рік присілок Жидівка разом із селами Ставки та Болган належав Зигмунту Ярошинському, сину Яна Ярошинського. Сукупна площа маєтку становила 3858 десятин (4215 га), з них 2825 десятин орної землі та 1033 десятин лісу. За даними на 1895 рік, у Жидівці було 265 десятин селянської землі та 948 десятин землі, що належала поміщику.
За даними на 1898 рік, загальна площа земель у Жидівці становила 1480 десятин, з них: садибної — 27 десятин, орної — 684 десятини, лісу — 743 десятини, непридатної — 26 десятин. Власник маєтку Зигмунт Ярошинський проживав в Австрії. Маєток перебував в оренді, представником маєтку був Іван Закжевський.
Станом на 1901 рік присілок Жидівка належав до парафії села Голубече. За даними на 1905 рік власником Жидівки був спадкоємець М. Н. Драгичевич-Нікшич. У присілку була церковнопарафіяльна школа.

### Визвольні змагання

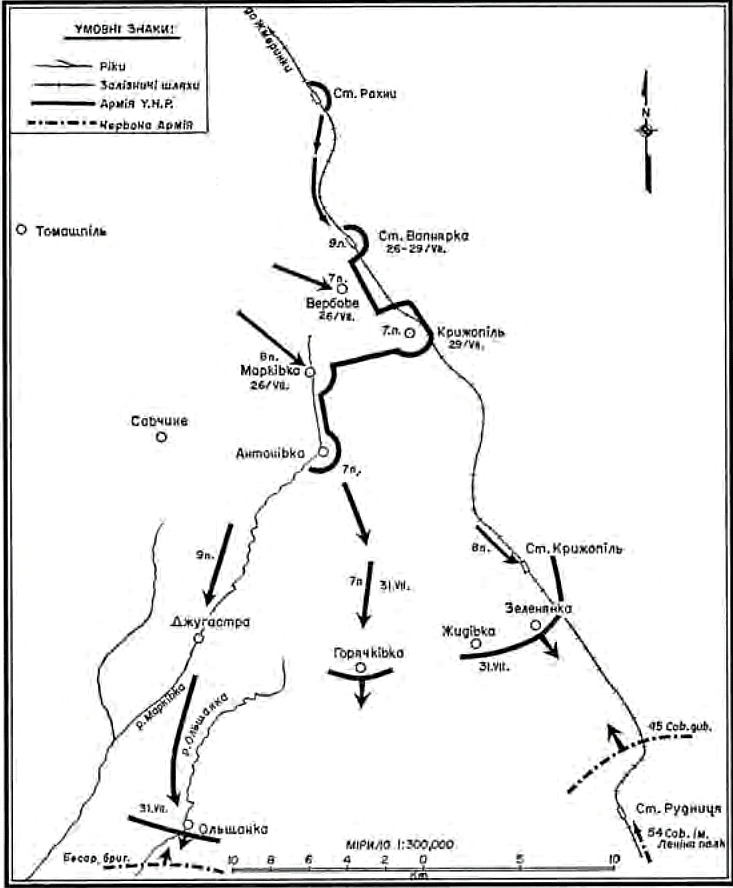
Ситуація на фронті 3-ї Залізної дивізії від 28 липня і до вечора 31 липня 1919 року під час боїв за Вапнярку

Див. також: Крижопіль § Визвольні змагання та Бої за станцію Крижопіль (1920)
У 1919—1920 роках на території залізничної станції Крижопіль (в 5 верстах) та навколишніх земель відбувалися бойові дії між союзницькими військами УНР і Галицької армії та військами РСЧА і ЗСПР. У серпні 1919 року частини 45-ї дивізії РСЧА займали лінію ст. Крижопіль — Жидівка — Гарячківка — Вільшанка — Кетроси (нині Довжок) — Качківка. У жовтні 1919 року по лінії сіл Жидівка — Зеленянка — Жабокрич стояли Богунівський і Сагайдачний полки від Запорізької групи армії УНР.

### У складі СРСР

#### Перший радянський період
Під час організованого радянською владою Голодомору 1932—1933 років померло щонайменше 16 жителів села.

#### Друга світова війна
Під час Другої світової війни, з 23 липня 1941 року, Красносілка була окупована румунськими військами (гірським корпусом 3-ї румунської армії) та згодом включена в губернаторство Трансністрія, що знаходилося під тимчасовою румунською цивільною управою. 16 березня 1944 року Красносілка була зайнята радянськими військами (303-ю стрілецькою дивізією 73-го стрілецького корпусу 52-ї армії 2-го Українського фронту).

#### Другий радянський період
Станом на 1972 рік у Красносілці була розташована центральна садиба колгоспу імені Карла Маркса. Земельні угіддя становили 3194 га, у тому числі орної землі — 2416 га. Тут вирощували озиму пшеницю, цукрові буряки, кукурудзу. У селі діяли початкова школа, будинок культури, бібліотека. У 1973 році було відкрито пам'ятку «Пам'ятник 106 воїнам — односельчанам, загиблим на фронтах ВВВ».

## Населення

### Чисельність
- За даними на 1893 рік, у Жидівці було 100 дворів і 472 жителі[14].
- За переписом 1897 року в Жидівці було 683 жителі[28].
- За даними на 1905 рік, у Жидівці було 132 двори і 507 жителів[5].
- За даними на 1925 рік, у Романівці (Жидівці, Красносілці) було 242 господарства і 1027 жителів[6].
- За даними на 1972 рік, у Красносілці було 778 жителів[29].
- За переписом 1989 року постійне населення Красносілки становило 596 жителів. Наявне населення становило 587 жителів[30].
- За переписом 2001 року постійне населення Красносілки становило 564 жителі[31]. Наявне населення становило 550 жителів[32].
- За даними на 1 січня 2024 року, населення Красносілки становило 358 жителів[1].

|         | 1893 рік | 1897 рік | 1905 рік | 1925 рік | 1972 рік | 1989 рік | 2001 рік | 2024 рік |
| ------- | -------- | -------- | -------- | -------- | -------- | -------- | -------- | -------- |
| Жителів | 472      | 683      | 507      | 1027     | 778      | 596      | 564      | 358      |
| Дворів  | 100      | —        | 132      | 242      | —        | —        | —        | —        |

### За статтю та віком
- За переписом 1897 року в Жидівці серед 683 жителів було 343 чоловіки (50,22 %) та 340 жінок (49,78 %)[28].
- За переписом 1989 року в Красносілці серед 596 жителів постійного населення було 246 чоловіків (41,28 %) та 350 жінок (58,72 %). Серед 587 жителів наявного населення було 243 чоловіки (41,4 %) та 344 жінки (58,6 %)[30].
- За даними на 2024 рік, у Красносілці серед 358 жителів було зареєстровано 137 чоловіків (38,27 % — з них 14 чоловіків 18—26 років та 91 чоловік 27—59 років), 168 жінок (46,93 %), 31 дітина до 14 років (8,66 %) і 22 дитини 14—17 років (6,15 %)[1].

| Зареєстровано всього | Чоловіків | Чоловіків | Чоловіків | Чоловіків | Жінок | Жінок | Дітей до 14 років | Дітей до 14 років | Дітей 14—17 років | Дітей 14—17 років |
| Зареєстровано всього | Всього    | %         | 18—26     | 27—59     | осіб  | %     | осіб              | %                 | осіб              | %                 |
| -------------------- | --------- | --------- | --------- | --------- | ----- | ----- | ----------------- | ----------------- | ----------------- | ----------------- |
| 358                  | 137       | 38,27     | 14        | 91        | 168   | 46,93 | 31                | 8,66              | 22                | 6,15              |

### За мовою
- За переписом 2001 року в Красносілці серед 564 жителів постійного населення 555 людей (98,4 %) вказали рідною мовою українську, 8 людей (1,42 %) — російську, 1 людина (0,18 %) — іншу мову[31][33].

| Мова       | Кількість | Відсоток |
| ---------- | --------- | -------- |
| українська | 555       | 98,4 %   |
| російська  | 9         | 1,42 %   |
| інша       | 1         | 0,18 %   |
| Усього     | 564       | 100 %    |

### За релігією
- За переписом 1897 року в Жидівці серед 683 жителів було 575 православних (84,19 %) і 99 католиків (14,49 %)[28].

## Економіка
Станом на 2024 рік у Красносілці було зареєстровано 2 торговельних магазини.

## Транспорт
Крізь Красносілку проходить автомобільна дорога загального користування місцевого значення О022003 Савинці — Вільшанка — Велика Кісниця. Найближча залізнична станція — Крижопіль.

## Соціальна сфера

### Медицина
Станом на 2021 рік у Красносілці діяв фельдшерсько-акушерський пункт, що входив до структури Крижопільської амбулаторії загальної практики—сімейної медицини в складі Крижопільського центру первинної медико-санітарної допомоги.

## Пам'ятки

### Пам'ятки археології
Поблизу села Красносілка виявлено 7 стародавніх поселень, що включені до переліку пам'яток археології місцевого значення Вінницької області:
- 1 поселення трипільської культури (IV—III тис. до н. е.) — відкрите у 2003 році М. В. Потупчиком.
- 4 поселення черняхівської культури (ІІ-ІV ст. н. е.) — одне відкрите в 1993 році В. Т. Загоруйко, ще три у 2003 році М. В. Потупчиком.
- 2 поселення трипільської та черняхівської культури — відкриті в 1992 та 1993 році В. Т. Загоруйко.

### Пам'ятки історії
- Пам'ятка «Пам'ятник 106 воїнам — односельчанам, загиблим на фронтах ВВВ» — відкрито в 1973 році, пам'ятка історії місцевого значення[27].

## Відомі люди
- Діброва Микита Якович (1909—2005) — голова колгоспу імені Карла Маркса села Красносілки, Герой Соціалістичної Праці (1958). Народився в селі Голубече[38].

### Військовослужбовці, які загинули під час російсько-української війни
- Кужидим Анатолій Вікторович (1966—2022) — сержант, командир автомобільного відділення, 59 бригада. Житель Красносілки, родом з Городківки. Загинув 3 червня 2022 року під час виконання бойового завдання поблизу села Времівка Великоновосілківського району Донецької області внаслідок ворожого обстрілу[39][40].
- Паламарчук Іван Валентинович (1999—2022) — солдат, стрілець-помічник гранатометника 1-го механізованого відділення 3-го механізованого взводу механізованої роти 11-го окремого мотопіхотного батальйону (в/ч А2980) 59-ї окремої мотопіхотної бригади. Житель Красносілки, родом з Вербки. Загинув 5 вересня 2022 року під час виконання бойового завдання поблизу селища Тернові Поди Миколаївської області від мінно-вибухової травми, отриманої в ході наступальних дій. Нагороджений хрестом «Честь і Слава» та почесним нагрудним знаком Головнокомандувача Збройних сил України «Золотий хрест» (посмертно)[39][41].
- Кучмаренко Василь Миколайович (1977—2023) — солдат, навідник 1-го механізованого відділення 2-го механізованого взводу 3-ї механізованої роти 3-го механізованого батальйону 115-ї окремої механізованої бригади. Житель Красносілки, родом з Жабокрича. Загинув 27 березня 2023 року під час виконання бойового завдання поблизу села Рижівка (за іншими даними — Стукалівка) Сумського району Сумської області внаслідок ворожого обстрілу. Нагороджений медаллю «За військову службу Україні» (посмертно)[39][42].
- Гребенюк Олег Вікторович (1982—2023) — солдат, стрілець-помічник гранатометника 3-го штурмового відділення 3-го штурмового взводу 1-ї штурмової роти 1-го окремого штурмового батальйону, 67 бригада. Уродженець та житель Красносілки. Загинув 19 серпня 2023 року під час виконання бойового завдання поблизу населеного пункту Синьківка Куп'янського району Харківської області[39][43].
- Луба Петро Миколайович (1986—2024) — солдат, гранатометник 1-го механізованого відділення 1-го механізованого взводу 1-ї механізованої роти 1-го механізованого батальйону, 116 ОМБр. Уродженець та житель Красносілки. Загинув 12 травня 2024 року під час виконання бойового завдання в районі населеного пункту Крохмальне Куп'янського району Харківської області[39][44].
- Трач Володимир Володимирович (1968—2024) — сержант, гранатометник 2-го механізованого відділення 1-го механізованого взводу 1-ї механізованої роти 1-го механізованого батальйону, 41 ОМБр. Житель Красносілки, родом з міста Кіровськ (нині селище Зарічне) Донецької області. Загинув 26 вересня 2024 року під час виконання бойового завдання поблизу села Руське Порічне Курської області внаслідок вогневого ураження ворожими артилерійськими та мінометними системами[39][45].